# Cascade de Lillaz
La cascade de Lillaz se situe le long du torrent Urtier, qui descend du vallon du même nom, près du hameau de Lillaz, dans le haut val de Cogne, en Vallée d'Aoste.

## Description
La cascade se trouve dans le parc national du Grand-Paradis et se compose de trois sauts, pour une hauteur totale de 150 mètres.